# Stein am Rhein
Pour les articles homonymes, voir Stein et Rhein.
Stein am Rhein est une commune suisse du canton de Schaffhouse.

## Géographie

Vue aérienne par Walter Mittelholzer (1919).

Commune réputée pour sa vieille ville datant du Moyen Âge, elle se situe à l’endroit où l’Untersee débouche dans le Rhin, à 413 mètres d’altitude. Son territoire se repartit sur les deux côtés du fleuve. Elle est un centre de transit connu entre la Suisse et l'Allemagne.
Selon l'Office fédéral de la statistique, Stein am Rhein s'étend sur 5,76 km2.

## Histoire
Le développement du bourg débuta avec l’implantation de l'abbaye bénédictine de Saint-Georges de Hohentwiel (de), entre 1003 et 1007. Les maîtres de l’abbaye furent d’abord les Zähringen, puis les barons de Klingen.
Durant le Moyen Âge, l’essor de la cité se poursuivit grâce au transbordement des marchandises transitant du Rhin au lac de Constance.
Stein am Rhein est mentionnée pour la première fois comme ville en 1267, année lors de laquelle elle reçoit les franchises. En 1457, elle obtient l’immédiateté d’Empire.
En 1484, Stein am Rhein passe sous l’autorité de Zurich qui introduit la Réforme en 1525 et sécularise le couvent. La ville devient schaffousoise en 1803.
Le 22 février 1945, un bombardement américain inflige quelques dommages à des immeubles historiques de la ville. Le bombardement fait cependant neuf morts et 15 blessés graves.
La commune reçoit le Prix Wakker en 1972 pour la préservation exemplaire de son site urbain.
En 2007, pour célébrer le millénaire de la fondation de la ville, la Poste suisse édite trois timbres avec des photos de la localité.

## Démographie
Selon l'Office fédéral de la statistique, Stein am Rhein compte 3 119 habitants en 2008. Sa densité de population atteint 541 hab./km2.
Le graphique suivant résume l'évolution de la population de Stein am Rhein entre 1850 et 2008 :

## Économie
Le tourisme est la principale ressource de la population locale. La ville connaît quelques activités industrielles : une fabrique de meubles (Dietiker Switzerland), une fabrique de sous-vêtements (Schiesser) et une entreprise d’électromécanique (Phoenix Mecano).

## Transports
- Lignes ferroviaires CFF vers Schaffhouse, Winterthour et Saint-Gall.

## Culture et patrimoine

### Héraldique
| Blason | Blasonnement : De gueules au saint Georges nimbé d'or sur un cheval blanc galopant vers senestre, cuirassé d'azur, tenant de sa main gauche un écu d'argent à la croix traversante de gueules et tuant de sa main droite, armée d'une lance d'or, le dragon de sinople. |

### Personnalités liées
- Willy Guhl, pionnier du design
- Johann Rudol Schmid von Schwarzenhorn (1590-1667), diplomate

### Monuments et curiosités

Tracé de l'EV6.

- Ancien Couvent de bénédictins de Saint-Georges
- Hôtel de ville, construit entre 1539 et 1542
- Arsenal
- Ancienne Place du Marché
- Untertor (porte inférieure)
- Obertor (porte supérieure)
- Tour des Voleurs ou des Sorcières (Diebturm/Hexenturm)
- Restaurant Adler, dont la façade a été décorée par le peintre Alois Carigiet

## Distinctions
Stein am Rhein est la première commune suisse distinguée par le Prix Wakker en 1972.

## Galerie

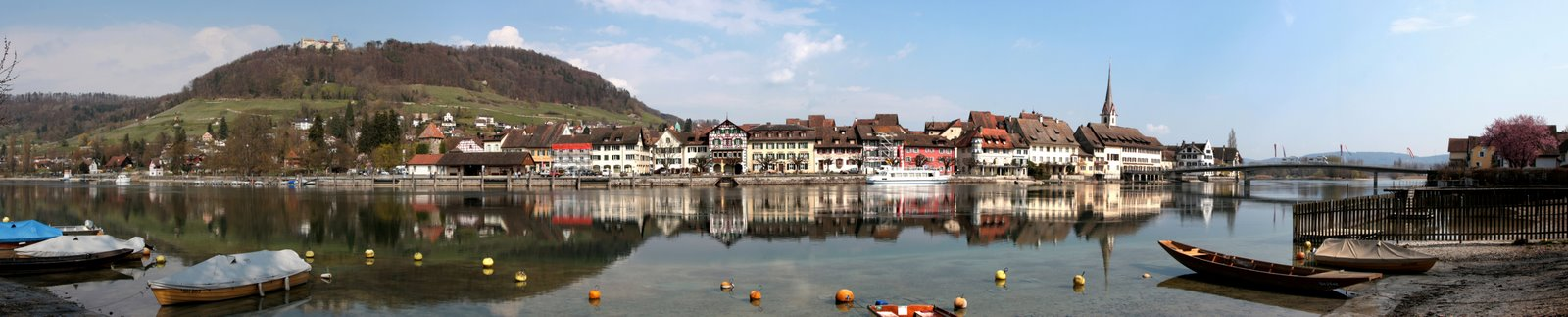
Vue panoramique de Stein am Rhein.

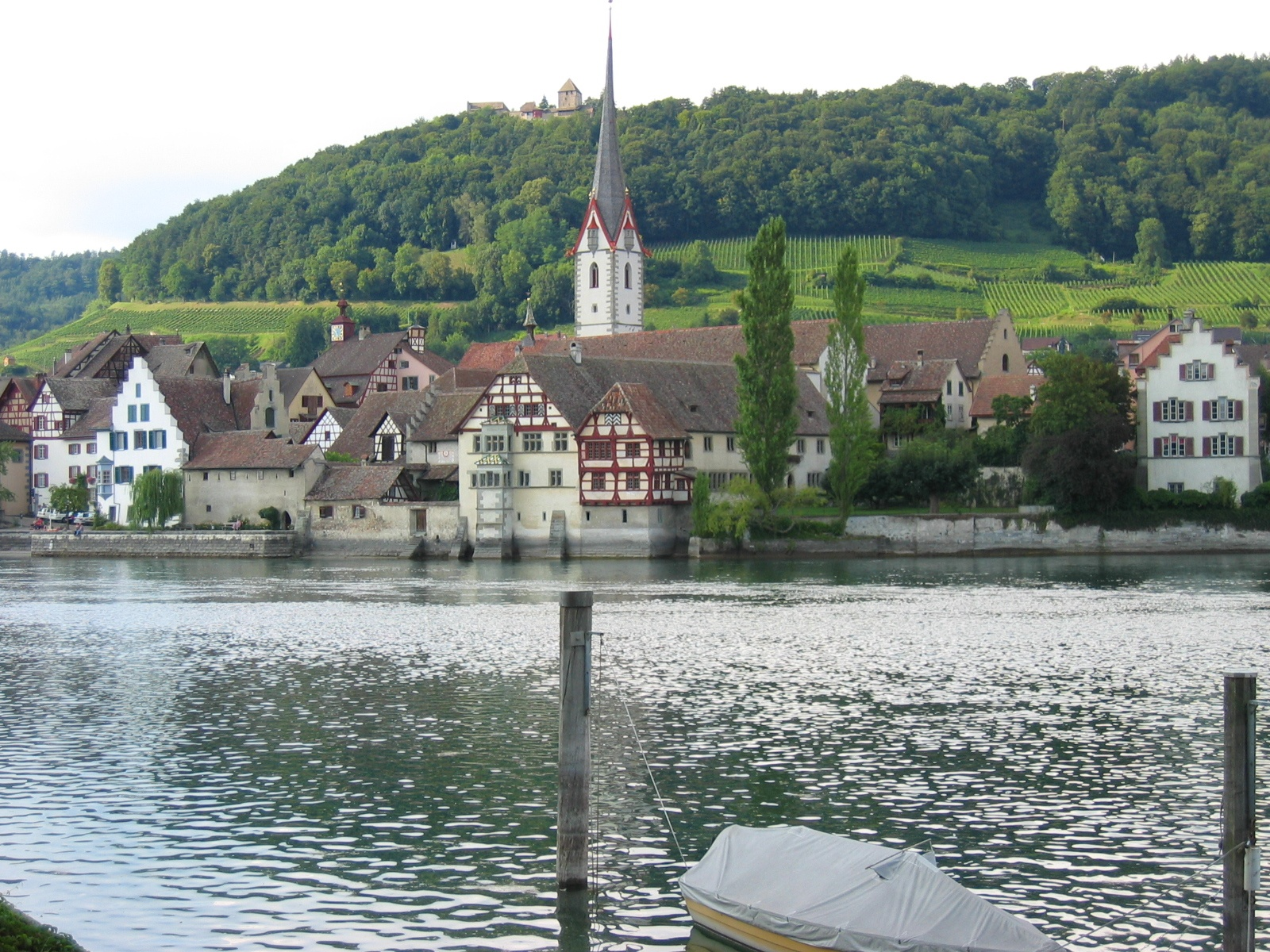
Stein am Rhein et le château Hohenklingen.
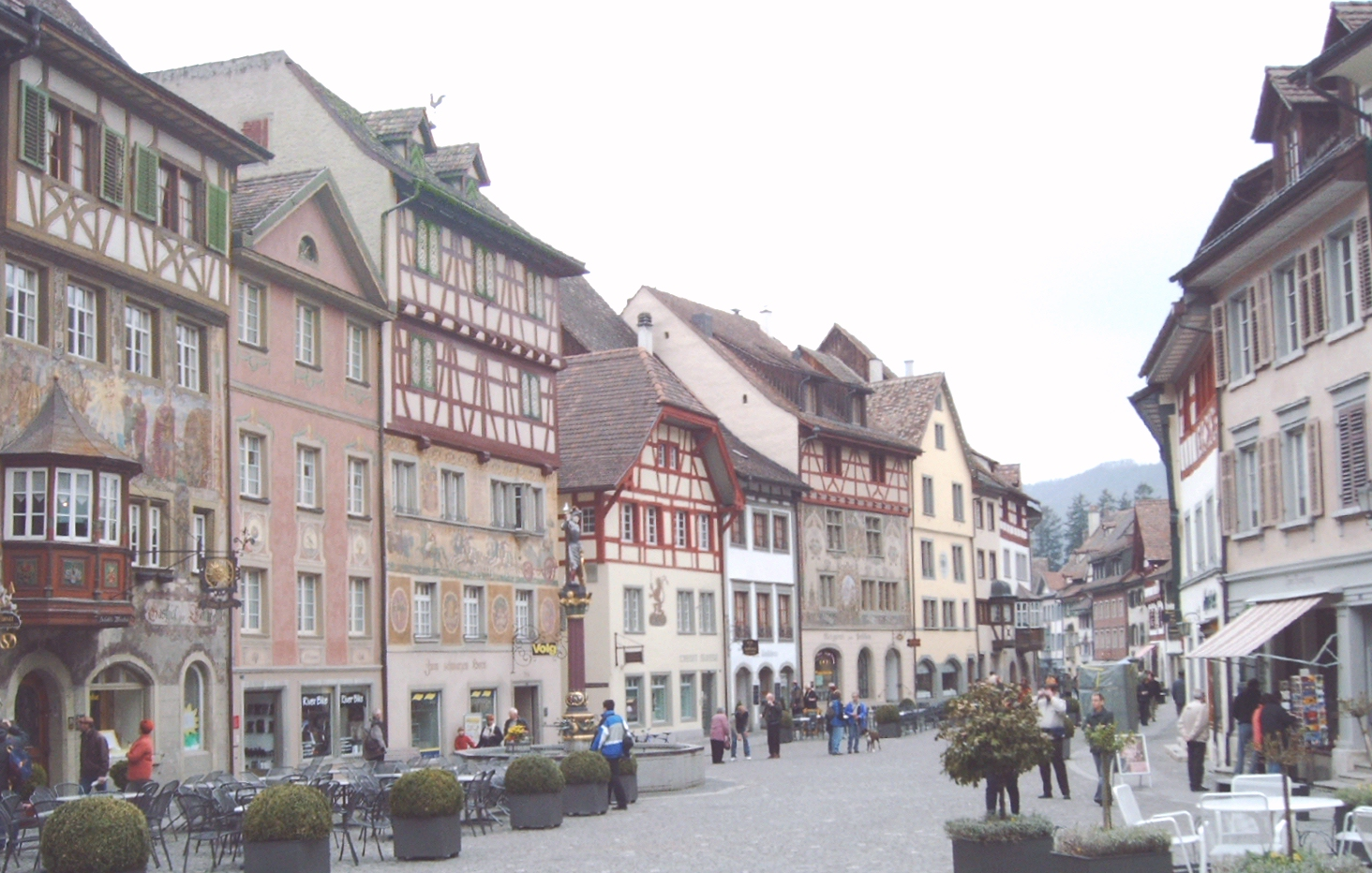
Le centre-ville.
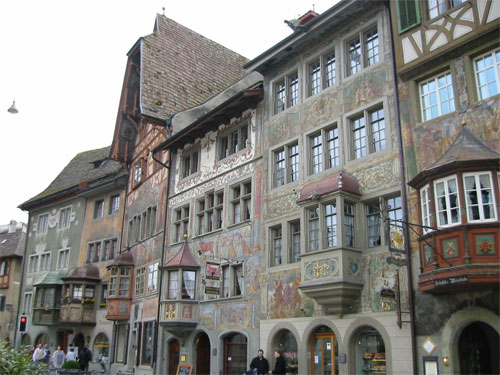
Façades au centre.
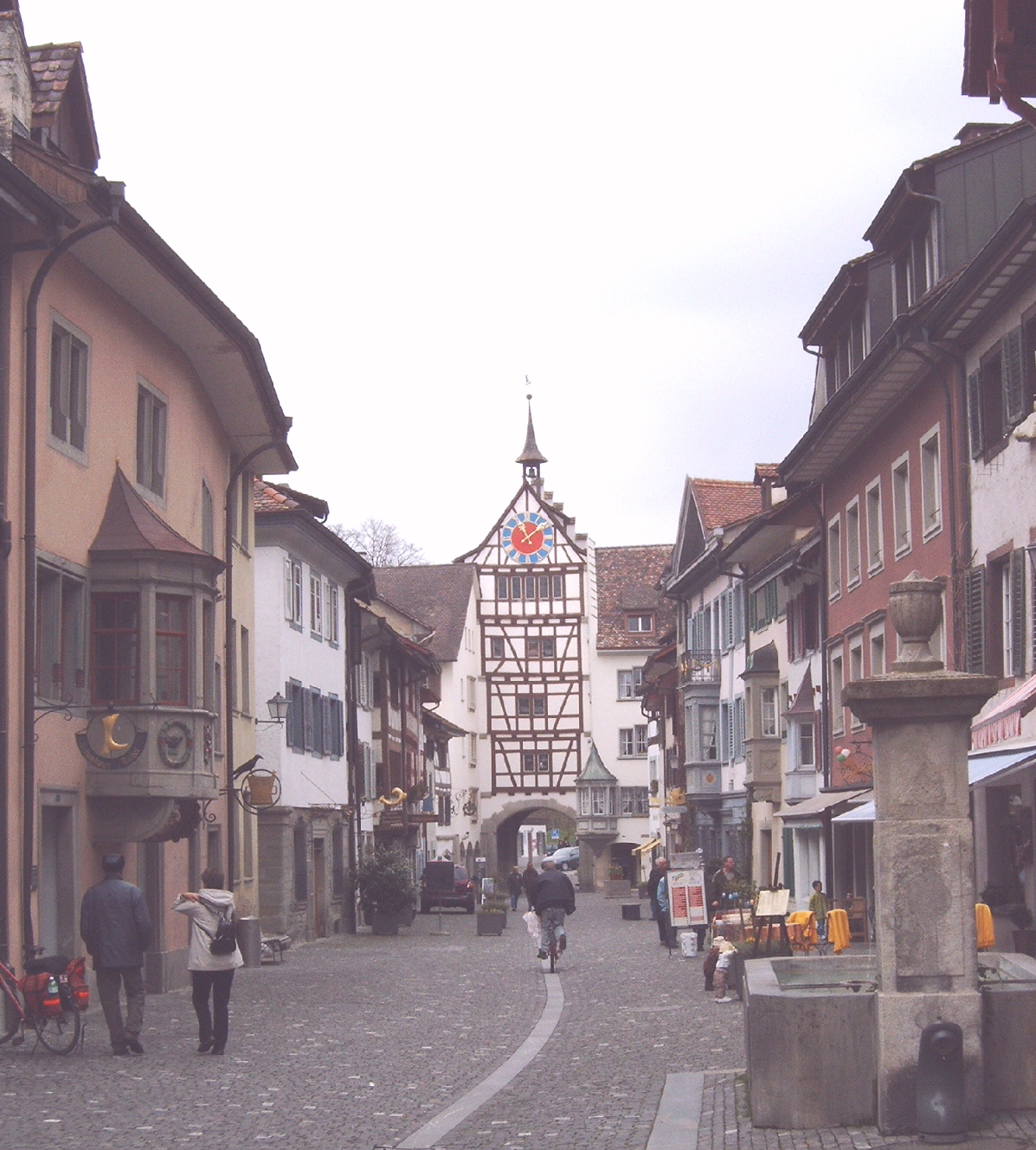
Porte de la ville.